# Прскалица за наводњавање
Прскалице за наводњавање су уређаји који се користе за иригацију пољопривредних усева, травњака и других површина, за рекреацију, као систем за хлађење или за контролу прашине у ваздуху. Најчешће се користе у зонама којима недостаје вода. Наводњавање прскалицама је метода наношења воде на контролисан начин који наликује на кишу. Вода се дистрибуира кроз мрежу која се може састојати од пумпи, вентила, цеви и прскалица.
Прскалице за наводњавање могу се користити за стамбене, индустријске и пољопривредне намене. Оне су корисне на земљишту где нема довољно воде, као што је песковито тло. Вертикалне цеви, које имају ротирајуће млазнице на врху, спојене су са главним цевоводом у правилним временским интервалима. Када је води дозвољено да тече кроз главну цев под притиском уз помоћ пумпе, она излази из ротирајућих млазница, и бива распршена на усеве.

## Типови

### Индустријске прискалице
Прскалице које по одређеном шаблону прскају се називају спрејеви или дизне. Спрејеви обично нису направљени да раде на притиску већем од 200 kPa, због проблема око магле који се може јавити.
Прскалице великог притиска које се окрећу у кругу покреће лоптасти погон, зупчаникасти погон или ударачки механизам (импулсна прскалица). Ове прскалице се могу подесити да ротирају цели или у полукругу.
Водени поштољи су слични као код импулсне прскалице, осим што раде на врло великом притиску од 275 до 900 kPa и избацују 3 до 76 L/s воде, обично са опсегом распрскивача од 10 до 50 mm. Поред наводњавања индустријске прскалице се користе за сузбијање прашине и у сечењу дрва.
Многе прскалице за наводњавање су закопане у земљи заједно са воденим цревом, међутим и оне које су изнад земље су такође уобичајне.

### Кућне прксалице
Кућне прскалице варирају у величини, цени и комплексивности. Оне могу бити импулсне прискалице, осцилирајуће прскалице, кап по кап прскалице или подземне прскалице. Мале прскалице су се обично користе код куће и доступне су у баштованској или гвожђарској радњи по малој цени. Оне су обично прикачене за спољну славину и постављене су само привремено. Други системи се могу професионално инсталирати на замљи и прикачити за стално у кућном водоводном систему. У Аустралији су се и користиле довитљиве прскалице зване постави и заборви тракторске прскалице (енгл. set-and-forget tractor sprinkler) 1950их. Водени притисак је омогућио да се прскалице полако крећу преко земље.
Системи који су инсталирани за стално могу често радити на тајмеру или нпо неком другом систему. Повремено се постављају са главама који се могу повлачити, због естетског и практичног разлога, пре свега да се не оштете приликом кошења траве. Ове прскалице су често програмиране да раде у одређено доба дана.

### Подземне прскалице
Подземне прксалице раде на принципу основне елекстронске или хидрауличке технологије. Цев и све прскалице које ће се активирати када вода прође кроз цев се назива зона. По активирању, соленоид, који се налази на цев се магнетизује и подиже мали нерђајући чеп који се налази у средини цеви. Када се ово деси, подигнути чеп дозвољава ваздуху да пређе са врха гумене мембране која се налази у центру цеви. Вода која се налази на дне те исте мембране има већи притисак и подиже мембрану. Вода под великим притиском тада пролази кроз ту цев и све остале цеви које су обично направљене од PVC (за системе високог притиска) или полиетиленским цевима (за системе ниског притиска). Ове прскалице могу да се наместе да прскају по одређеном шаблону и прскају у радијусу од 1,5—2 m, док ротирајуће прскалице имају радијус од око 6-12 m.

### Пољопривредне прскалице
Фармери су употребили кућне или прскалице за голф терене. Овакви системи, иако су били поуздани били су доста скупи за одржавање. Педесетих година 20. века, компанија из Портланда, Stout-Wyss Irrigation System, је развила систем котрљајућих цеви (rolling pipe type irrigation system) за фарме који је постао најпопуларнији тип за фармере који наводњавају велика поља. Овај систем је покретљив и са њим се креће и велика цев на коју су постављени точкови.

## Употреба
Већина прскалица за наводњавање се користи у систему прскалица, који се састоји од различитих водоинсталатерских делова, цеви и опреме за контролу. Цеви су постављене за извор воде помоћу водоинсталатерске опреме, а систем контроле отвара и затвара довод воде у одређено време. Могућност контроле зависи од система до система; неки системи су потпуно аутоматизовани и чак надохнађују падаваину кише, отицање и испаривање, док другим системима је потребна пажња да би биле исто тако ефикасне.
Спољне прискалице се некад користе за отеривање бескућника. На пример у Лос Анђелесу има сложени надземни систем прскалица у парку који се налази у доњем делу Пете улице. Ове прскалице се пале у насумично време у току ноћи како би отерали бескућнике. Један локални бизнисмен је копирао систем, како би могао да отера бескућнике.

## Здравствени ризици
Године 2017. је објављено да коришћење обичних вртних црева у комбинацији са млазницама за распршивање може генерирати аеросоле који садрже капљице мање од 10 μm, које могу удахнути људи који се нађу у близини. Вода која стагнира у цреву између употреба, посебно када се загрева дејством Сунца, може поспешити раст и интеракције бактеријски врста из рода Legionella и слободно живућих амеба, као биофилмова на унутрашњој површини црева. Клинички случајеви легионарске болести или понтијачке грознице су повезани са инхалацијом аеросола из баштенских црева која садрже бактерије рода Legionella. Постоје извештаји који дају измерене микробне густине настале при контролисаним условима у цреву. Ова мерења су извршена у циљу квантификовања ризика по здравље људи. За густине Legionella бактерија идентификованих у два типа црева је утврђено да су сличне онима које су уочени при избијању легионелозе из других узрока. Предложено је да се ризик може ублажити исушивањем црева након употребе.